# Echinopsis marsoneri
Echinopsis marsoneri ist eine Pflanzenart aus der Gattung Echinopsis in der Familie der Kakteengewächse (Cactaceae). Das Artepitheton marsoneri ehrt den argentinischen Kakteensammler Oreste Marsoner.

## Beschreibung
Echinopsis marsoneri wächst in der Regel einzeln und besitzt eine kurze Rübenwurzel. Die kugelförmigen, hell graugrünen Triebe erreichen Durchmesser von 8 Zentimeter und ebensolche Wuchshöhen. Es sind etwa 20 zusammengedrückte Rippen vorhanden, die spiralförmig angeordnet sind. Die aus den Areolen entspringenden weißlich grauen bis gelblichen Dornen sind an ihrer Basis dunkler. Die zwei bis fünf abstehenden, häufig hakigen  Mitteldornen sind an ihrer Basis verdickt und bis zu 7 Zentimeter lang. Die acht bis zwölf Randdornen weisen eine Länge von bis zu 3 Zentimeter auf.
Die kurz trichterförmigen bis glockenförmigen, gelben, orangefarbenen oder roten Blüten besitzen einen dunkleren Schlund. Sie sind 5 bis 6 Zentimeter lang und weisen einen ebensolchen Durchmesser auf. Die eiförmigen Früchte sind halbtrocken bis klebrig.

## Verbreitung, Systematik und Gefährdung
Echinopsis marsoneri ist im bolivianischen Departamento Chuquisaca sowie den argentinischen Provinzen Jujuy und Salta in Höhenlagen von 2500 bis 4500 Metern verbreitet.
Die Erstbeschreibung durch Erich Werdermann wurde 1932 veröffentlicht. Nomenklatorische Synonyme sind Lobivia chrysantha subsp. marsoneri (Werderm.) Rausch (1975), Lobivia chrysantha var. marsoneri (Werderm.) Rausch (1975) und Lobivia chrysantha subsp. marsoneri (Werderm.) Rausch ex G.D.Rowley (1982).
In der Roten Liste gefährdeter Arten der IUCN wird die Art als „Least Concern (LC)“, d. h. als nicht gefährdet geführt.

## Nachweise